# Holzbachdurchbruch
Das Naturschutzgebiet Holzbachdurchbruch ist benannt nach einem Durchbruchstal des Holzbachs durch den Basalt des Westerwaldes. Es liegt zwischen dem zu Seck gehörenden Dappricher Hof und Gemünden in der Nähe von Westerburg im rheinland-pfälzischen Teil des Westerwaldes. Das Gebiet wird auch Holzbachschlucht genannt.

## Naturschutzgebiet
Der Holzbachdurchbruch wurde am 11. Dezember 1961 von der Bezirksregierung Montabaur als Naturschutzgebiet ausgewiesen. Diese Unterschutzstellung ersetzte eine bereits im November 1933 von der Bezirksregierung Wiesbaden erlassene Verordnung und ist eines der ältesten Westerwälder Naturschutzgebiete.
Das Schutzgebiet hat eine Größe von ca. 21 ha, erstreckt sich in einer Breite von ungefähr je 100 Metern zu beiden Seiten des Holzbaches und liegt im Westerwaldkreis in den Gemarkungen von Gemünden und Seck. Der Rundwanderweg R 29 beginnt bei Gemünden.